# Grov husmossa
Grov husmossa (Hylocomiastrum pyrenaicum) är en bladmossart som beskrevs av Fleischer in Brotherus 1925. Enligt Catalogue of Life ingår Grov husmossa i släktet Hylocomiastrum och familjen Hylocomiaceae, men enligt Dyntaxa är tillhörigheten istället släktet Hylocomiastrum och familjen Hylocomiaceae. Arten är reproducerande i Sverige. Inga underarter finns listade i Catalogue of Life.

## Bildgalleri

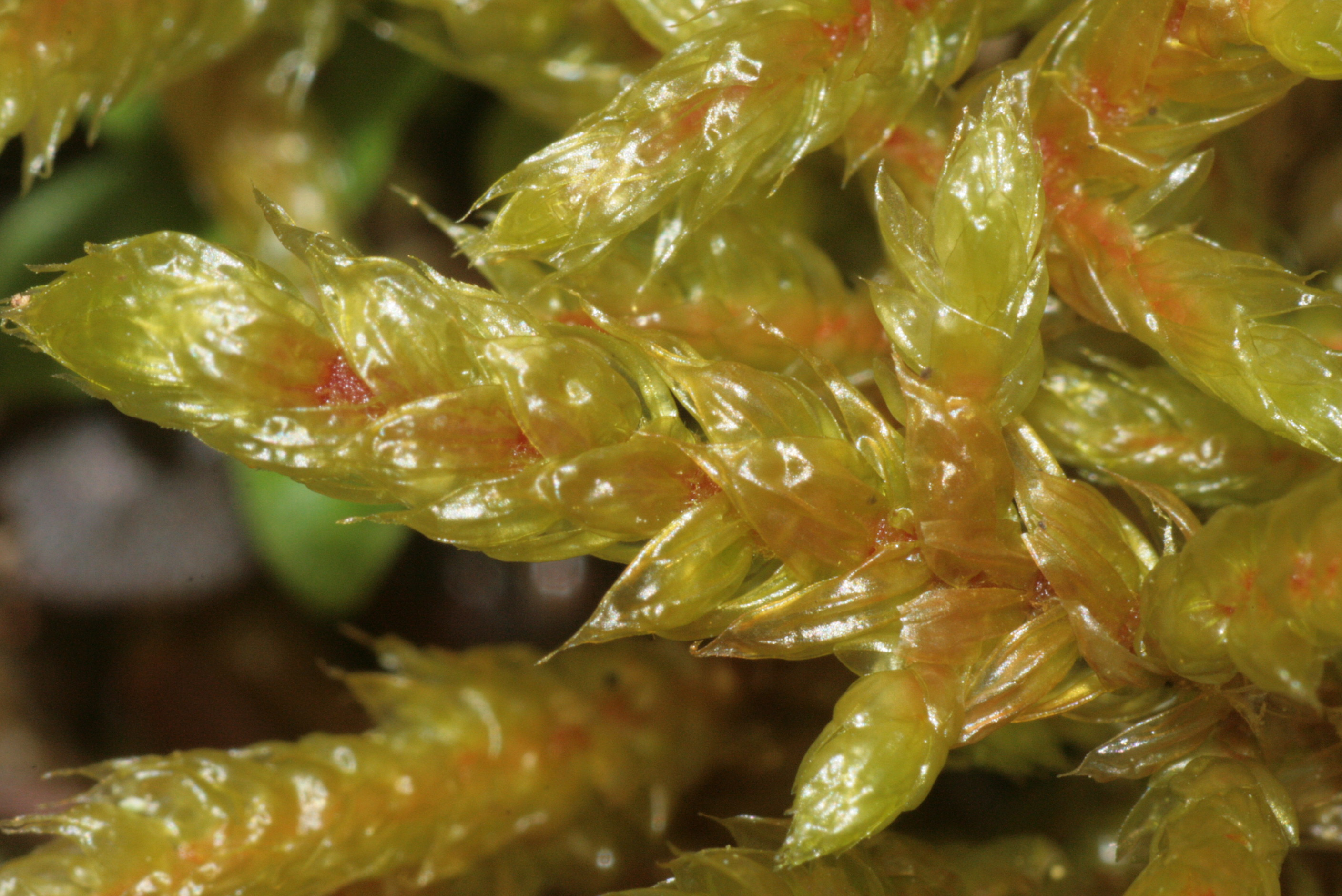
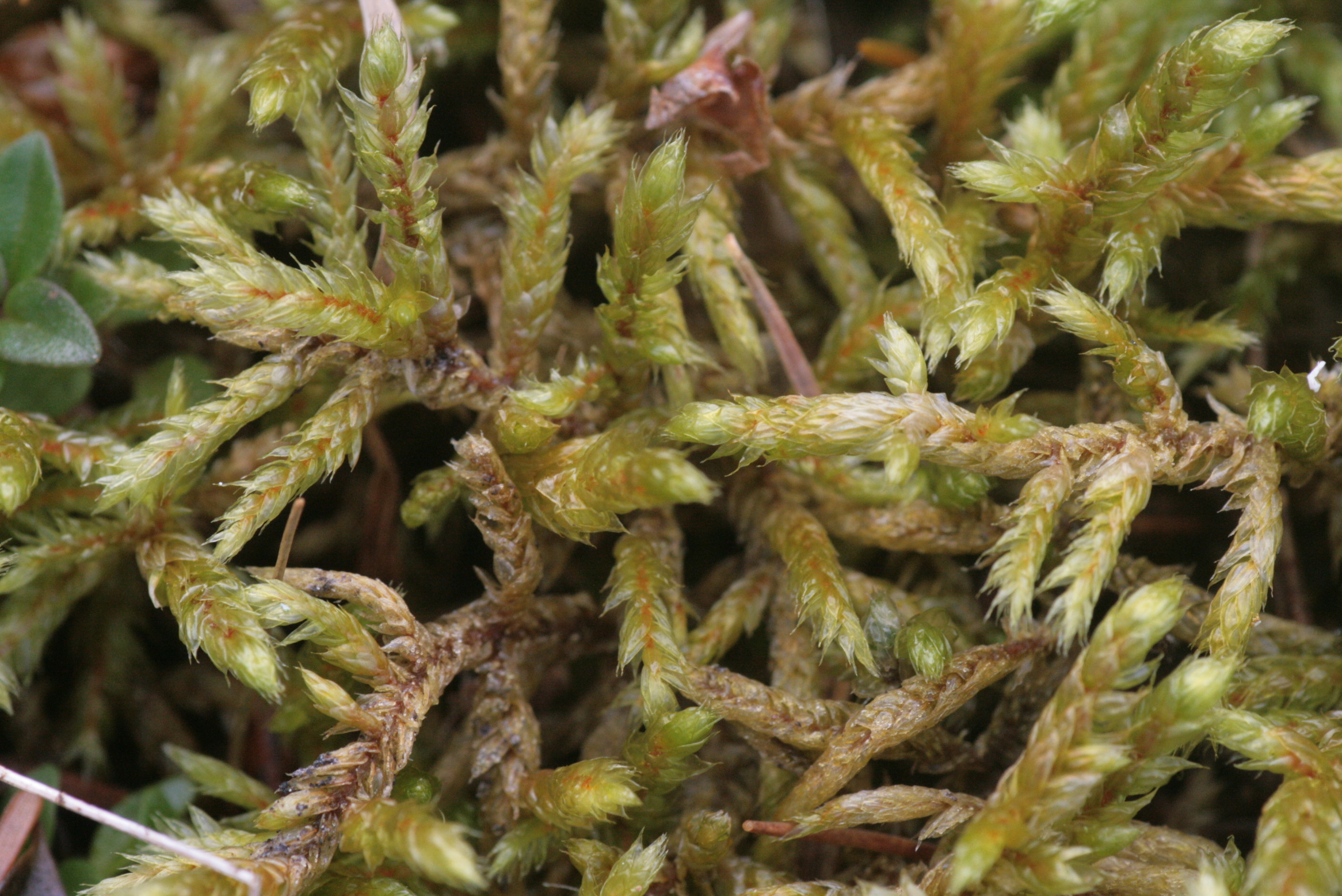
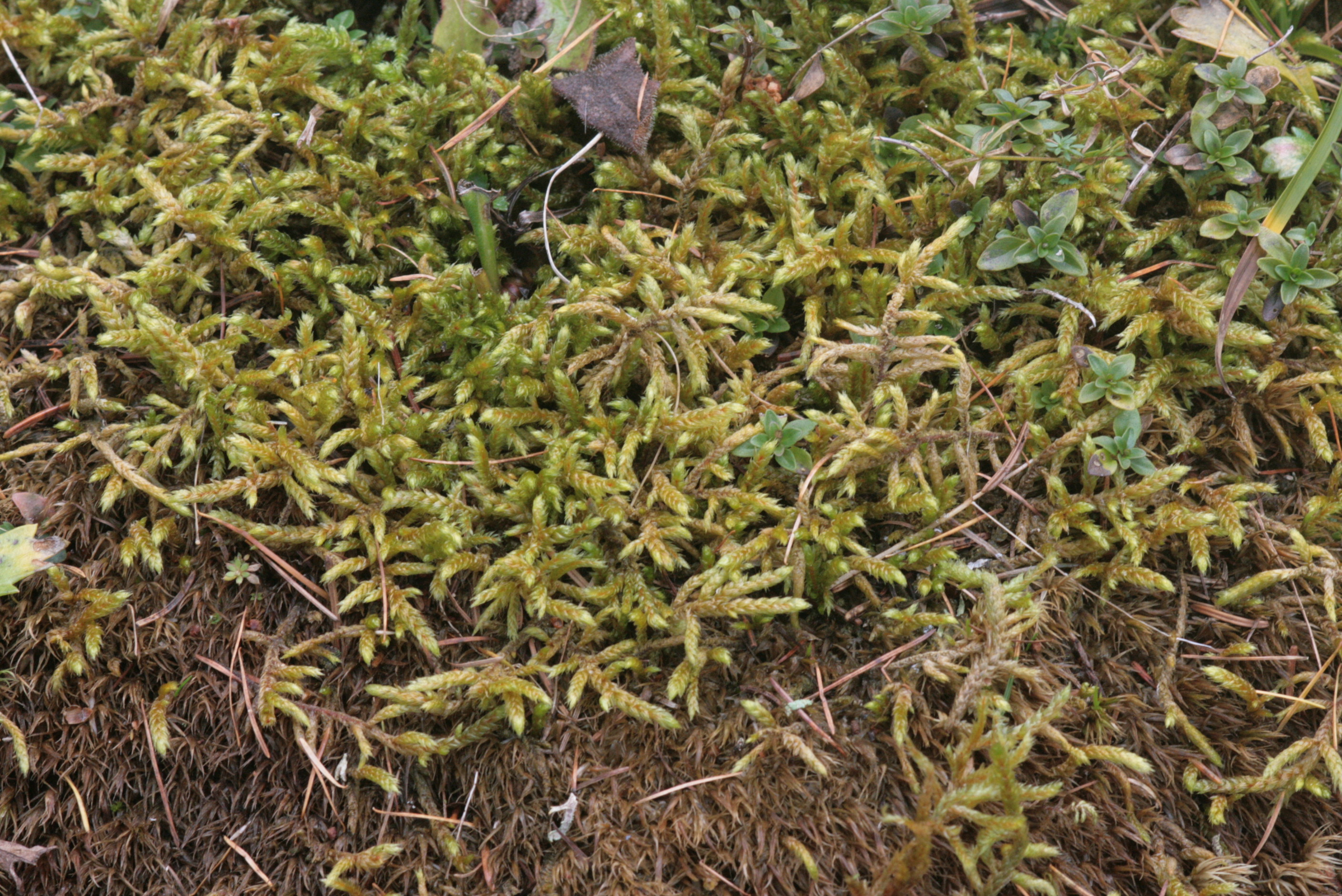
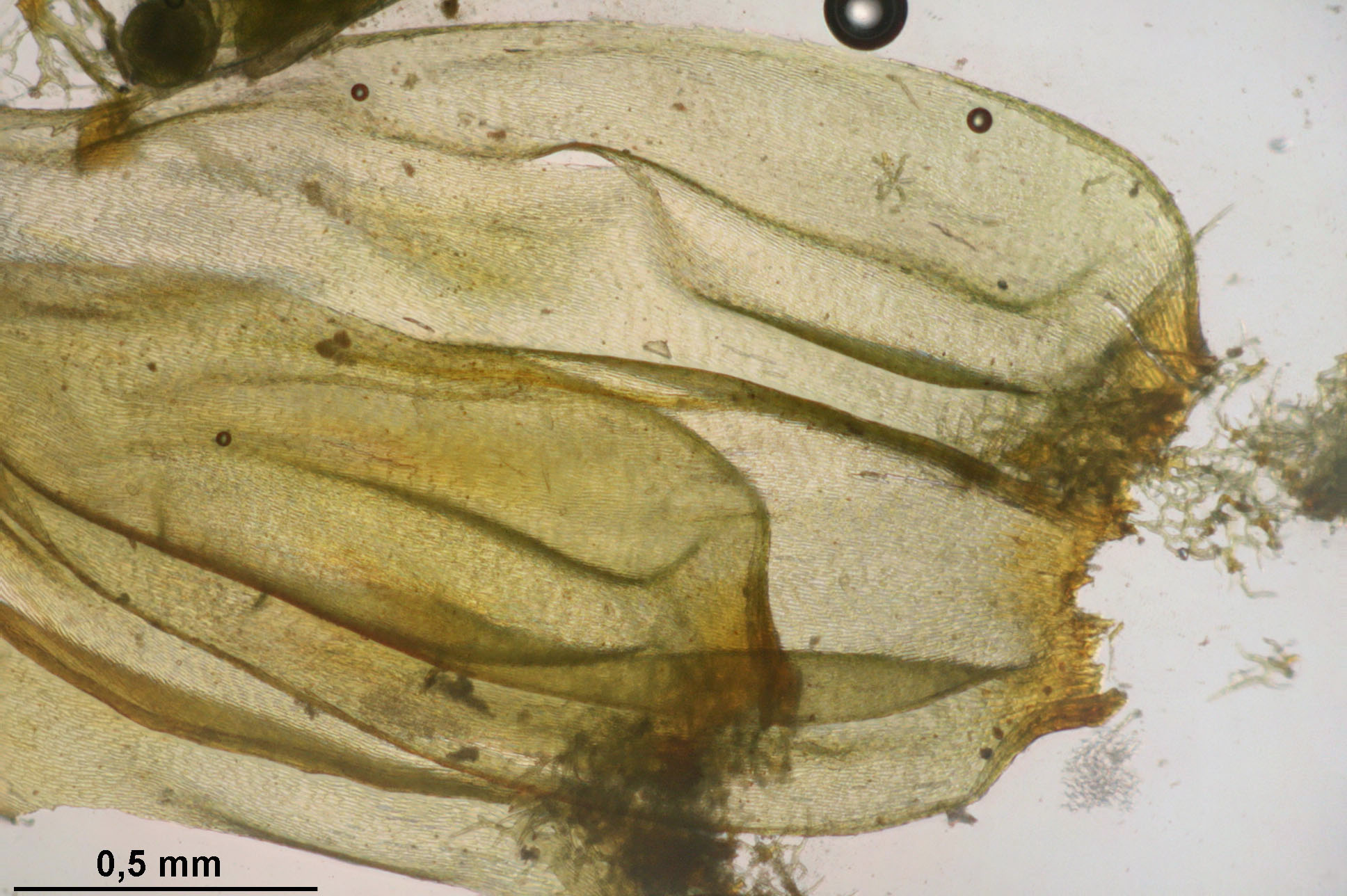